# Sutoku
Sutoku, född 1119, död 1164, var regerande kejsare av Japan mellan 1123 och 1142.
Asteroiden 4767 Sutoku är uppkallad efter honom.